# Krauskopf-Blaurabe
Der Krauskopf-Blaurabe (Cyanocorax cristatellus) ist ein Rabenvogel aus der Gattung der Blauraben. Er ist in Südamerika im südlichen und südwestlichen Brasilien und in den benachbarten Gebieten Boliviens und Paraguays verbreitet.

## Merkmale
Krauskopf-Blauraben werden zwischen 34,5 und 35 cm groß, das Gewicht des bislang einzigen gewogenen Exemplars lag bei 178,3 g. Damit handelt es sich um einen recht großen Vertreter der Rabenvögel, mit langen, breiten Flügeln, einem kräftigen Schnabel und einem breiten, mittellangen Schwanz. Auffälligstes Merkmal ist die namensgebende, nach hinten gebogene Haube, die jederzeit aufgestellt und sichtbar ist. Ein äußerlich erkennbarer Sexualdimorphismus liegt bei der Art nicht vor. Das Gefieder ist im oberen Brustbereich sowie an Hals und Kopf inklusive der Haube einfarbig schwarz gefärbt. Im Genick und an den Seiten des Halses mischen sich graduell dunkle Brauntöne in die Färbung. Die Oberseite zeigt ein glänzendes Violett-Blau, das an den Rändern der Schwungfedern und den Oberschwanzdecken am kräftigsten erscheint. Liegt die letzte Mauser schon länger zurück, finden sich vor allem an Rücken und Mantel zunehmend verwaschen wirkende, bräunliche Stellen. An der Unterseite der Flügel sind Arm- und Handdecken in reinem Weiß gefärbt, während die Schwungfedern in starkem Kontrast hierzu schwarz gefärbt sind. Die untere Brust, der Bauch und die Unterschwanzdecken sind weiß. Die basale Hälfte der Steuerfedern ist an der Oberseite Violett-Blau, an der Unterseite schwarz gefärbt. Die andere Hälfte zeigt auf beiden Seiten ein helles Weiß. Die Iris des Auges ist je nach Individuum dunkelbraun bis bläulich. Beine und Füße sind schwarz, der Schnabel ähnlich gefärbt.
Die am häufigsten gehörte Lautäußerung der Art ist ein scharfes kyaar, das mehrfach wiederholt wird. Darüber hinaus existieren Rufe unklarer Funktion, die in etwa wie kyap oder wie ein schrilles kiyeeee klingen sollen. Der eigentlich Gesang ist eine Abfolge gedämpft klingender Krächz- und Pfeiftöne.

## Verbreitung

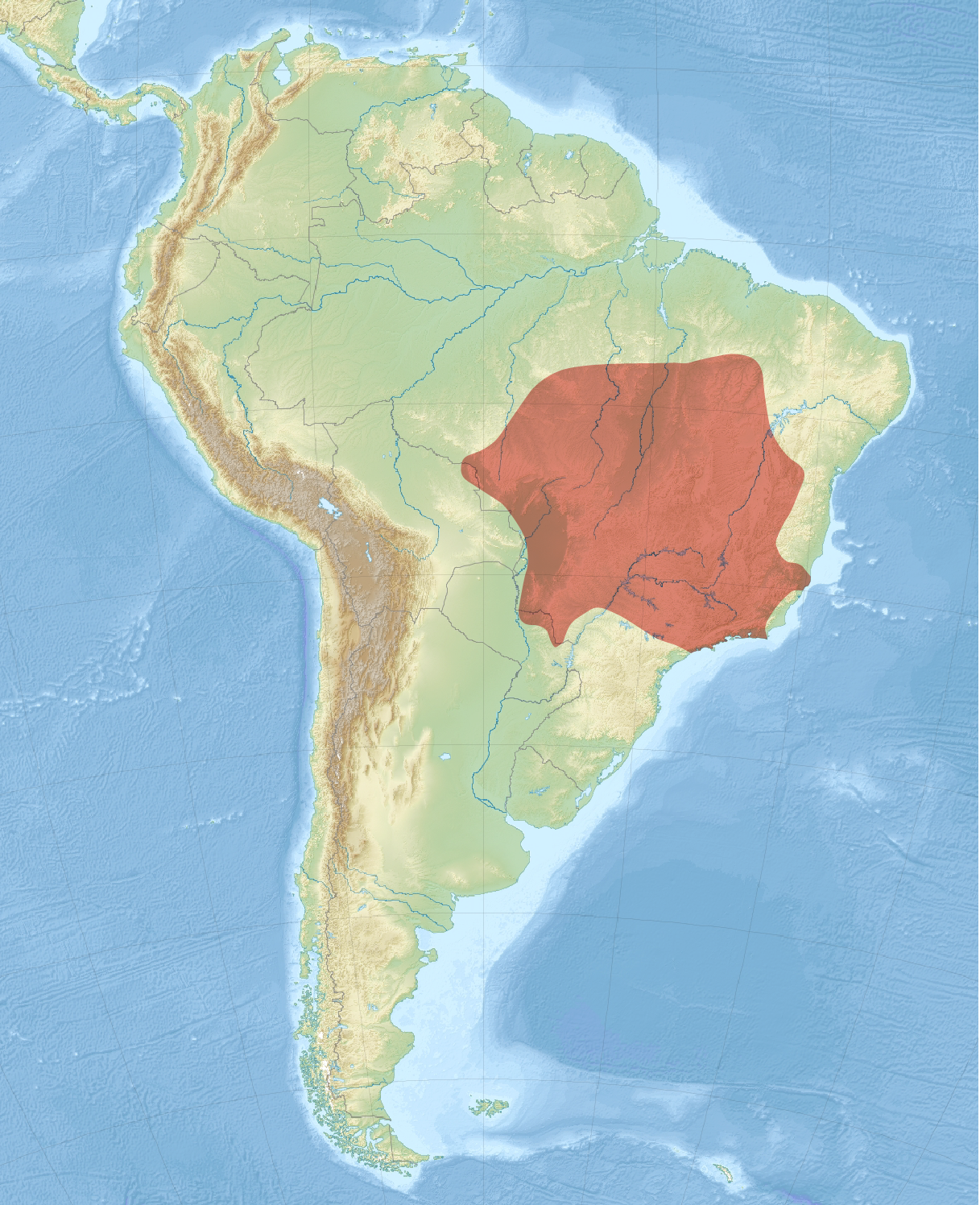
Verbreitungsgebiet des Krauskopf-Blauraben

In Brasilien kommt der Krauskopf-Blaurabe im Süden der Bundesstaaten Pará, Maranhão und Piauí sowie im Westen des Bundesstaates Bahia vor. Das Verbreitungsgebiet erstreckt sich weiter nach Süden bis in die Bundesstaaten Mato Grosso do Sul und in den Nordosten des Bundesstaates Paraná. Er ist auch  im östlichen Paraguay (in den Departamentos Concepción und Canindeyú) und im Osten Boliviens (im nordöstlichen Departamento Santa Cruz) beheimatet.

## Habitat und Lebensweise

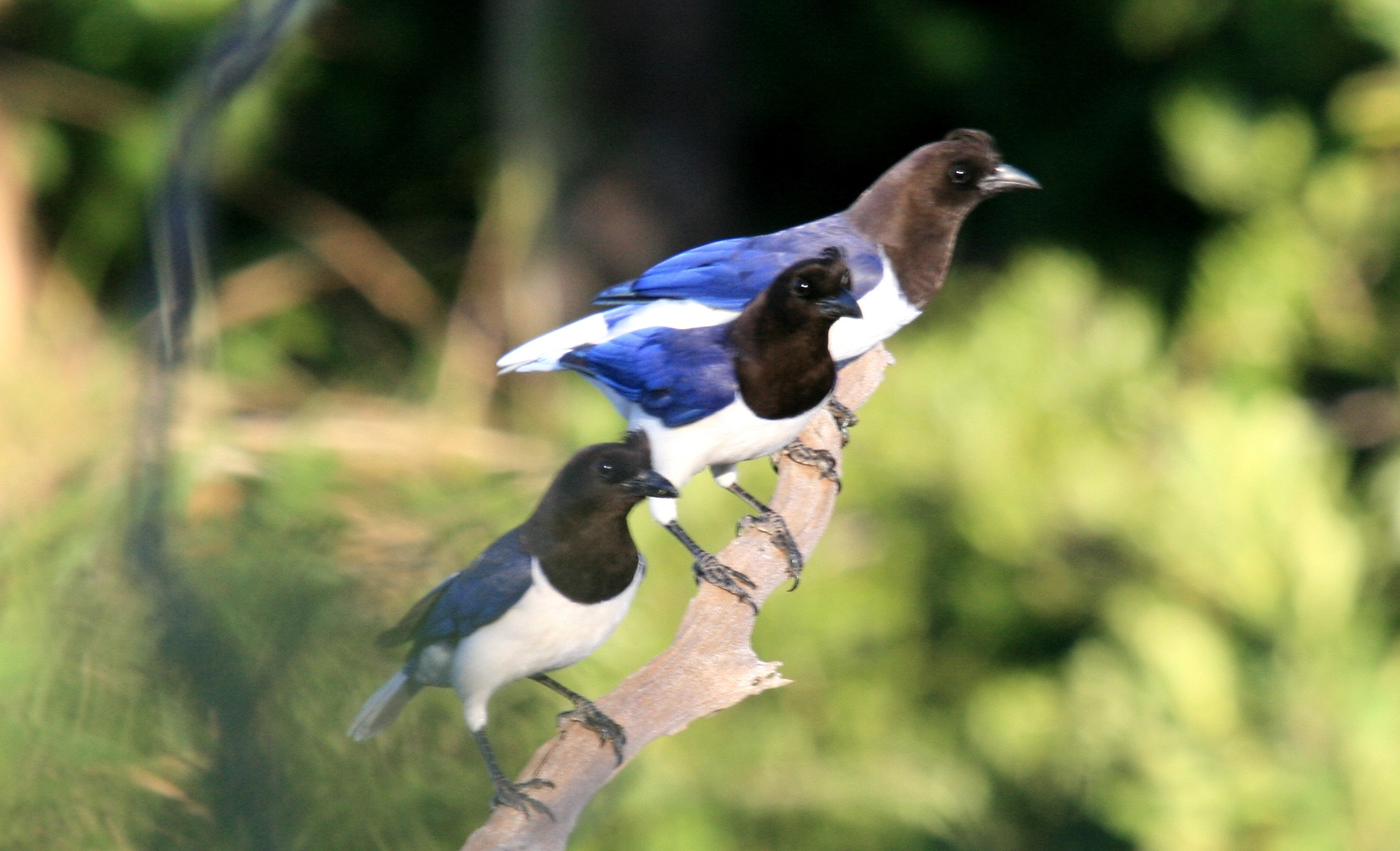
Eine kleine Gruppe Krauskopf-Blauraben an einem gemeinsamen Ansitz

Krauskopf-Blauraben leben in Gruppen von 9 bis 11 Tieren, die sich ein gemeinsames Territorium teilen. Dieses ist mit einer Fläche von durchschnittlich etwas mehr als 170 ha deutlich größer als das verwandter Arten. Diese Territorien können mit denen anderer Gruppen überlappen, Auseinandersetzungen zwischen verschiedenen Trupps wurden bislang jedoch nicht beobachtet. Die Vögel bewohnen ausschließlich die tropischen Cerrados (Savannen) im Inland Südamerikas, wo sie teilweise sehr zahlreich angetroffen werden können. Hier scheinen sie die etwas dichter bewaldeten Gebiete mit mehr Sträuchern und höheren Bäumen zu bevorzugen. Für menschengemachte Veränderungen ihres Lebensraums zeigen sie eine gewisse Toleranz, solange zumindest ein Teil der ursprünglichen Bäume erhalten bleibt. In stark urbanisierten Gebieten kommt die Art jedoch nicht vor. Außerhalb der Brutzeit wandern die Vögel auf der Nahrungssuche weit umher. Während der Rest der Gruppe mit Fressen beschäftigt ist, hält einer der Vögel an einer erhöhten Sitzwarte Wache und alarmiert die anderen, wenn er eine mögliche Bedrohung wahrnimmt. Auf Prädatoren wie den Karibikkarakara (Caracara cheriway) hassen die Vögel ausdauernd und als Gruppe. Krauskopf-Blauraben sind Nahrungsgeneralisten, die sowohl tierische als auch pflanzliche Nahrung zu sich nehmen. Den größten Teil der Ernährung machen Insekten wie Heuschrecken und Termiten sowie verschiedene Früchte aus. Durch den Verzehr von Früchten erfüllen sie eine wichtige Rolle im Ökosystem des Cerrados, indem sie auf ihren Wanderungen die aufgenommenen Samen der Pflanzen verteilen. Sie wurden auch dabei beobachtet, wie sie in den frühen Morgenstunden in einem Pequi-Baum (Caryocar brasiliense) Nektar zu sich nahmen. Wirbeltiere machen nur etwa 1 % der aufgenommenen Nahrung aus, wobei vor allem die Nester von Singvögeln geplündert und deren Eier und Nestlinge erbeutet werden.

## Fortpflanzung
Die Brutzeit beginnt mit dem Einsetzen der Regenzeit im September und endet im März. Die Nester werden in Bäumen angelegt, wobei der auch als Nahrungsquelle dienende Pequi-Baum besonders häufig als Standort genutzt wird. Das Nest ist eine tassenförmige Konstruktion aus Zweigen, die mit Lianen, Wurzelfasern und anderem Pflanzenmaterial ausgekleidet wird. Krauskopf-Blauraben sind kooperative Brüter, die als Gruppe gemeinsam ein einzelnes Nest errichten und versorgen. Hierbei kommt es häufig zu mehreren Brutversuchen während derselben Saison. Die Gelegegröße liegt bei fünf bis sechs Eiern, ob diese alle von einem einzelnen Weibchen stammen oder mehrere Vögel ihre Eier in dasselbe Nest legen, ist noch unklar. Die Eier sind von blasser, blau-grüner Grundfarbe und mit bräunlichen Tupfern und Strichen gesprenkelt. Ihre durchschnittliche Größe liegt bei 33,9 × 24,1 mm. Die Inkubationszeit liegt bei 18 bis 20 Tagen, an die sich eine Nestlingsphase von ungefähr weiteren 24 Tagen anschließt. Während dieser Zeit beteiligen sich alle Mitglieder der Gruppe aktiv am Brutgeschäft. Jungvögel und grade brütende Altvögel werden gemeinschaftlich mit Nahrung versorgt. Außerdem wird das Nest regelmäßig von Parasiten gereinigt und von den Nachkommen produzierte Fäkalsäcke entfernt. Der festgestellte Bruterfolg der Art ist trotz dieser Kooperation gering. So produzieren nur etwa 25 % aller Nester erfolgreich mindestens einen flügge gewordenen Jungvogel, während der Rest vor allem verschiedenen Raubtieren zum Opfer fällt.

## Gefährdung
Nach der IUCN ist die Art wegen ihres großen Verbreitungsgebietes und der Häufigkeit ihres Vorkommens sowie ihrer großen Anpassungsfähigkeit als „nicht gefährdet“ (Status least concern) eingestuft.

## Taxonomie
Der Krauskopf-Blaurabe wurde 1823 von Coenraad Jacob Temminck als Corvus cristatellus beschrieben. 1850 errichtete Bonaparte für ihn eine eigene monotypische Gattung Uroleuca. Dieser Name verweist auf die in der oberen Hälfte weißen Schwanzfedern. 1944 wurde er von Dean Amadon wieder zu den Blauraben gestellt. Moderne phylogenetische Untersuchungen an mitochondrialer DNA lieferten Hinweise darauf, dass die Gattung der Blauraben in ihrer traditionellen Zusammenstellung möglicherweise nicht monophyletisch sein könnte. Laut dieser Studie bildet der Krauskopf-Blaurabe zusammen mit dem Hyazinthenblauraben (Cyanocorax violaceus), dem Purpurblauraben (Cyanocorax cyanomelas) und dem Azurblauraben (Cyanocorax caeruleus) eine gemeinsame Klade. Eine besonders enge Verwandtschaft soll mit dem Purpurblauraben bestehen, wobei es sich bei den beiden Arten wohl um Schwestertaxa handeln dürfte. Es sind keine Unterarten bekannt.

## Etymologie
Der Begriff Cyanocorax ist griechischen Ursprungs und setzt sich aus den Worten κύανος kyanos für „dunkelblau“ und κοραξ korax für „Rabe“ zusammen. Das Artepitheton cristatellus stammt vom lateinischen Wort cristatus für „gekrönt“, „gefiedert“ ab.